# Novyj Tor"jal
Novyj Tor"jal (in russo Новый Торъял?) è un insediamento di tipo urbano, centro amministrativo del distretto Novotor"jal'skij della Repubblica dei Mari, in Russia. Fondata nel 1815, ha ottenuto lo status di insediamento di tipo urbano nel 1972. Nel 2023 contava 5 629 abitanti. La cittadina si trova lungo il coso della Nemda (bacino della Vjatka), 80 km a nord-est della capitale Joškar-Ola.